# Azinhal (Almeida)
Azinhal é uma povoação portuguesa do Município de Almeida que foi sede da extinta Freguesia de Azinhal, freguesia que tinha 10,81 km² de área e 63 habitantes (2011), e, por isso, uma densidade populacional de 5,8 hab/km².
A Freguesia de Azinhal foi extinta em 2013, no âmbito de uma reforma administrativa nacional, tendo sido agregada às freguesias de Peva e Vale Verde, para formar uma nova freguesia denominada União das Freguesias de Azinhal, Peva e Vale Verde com sede em Peva.

## População
★ No censo de 1864 figura no concelho de Sabugal. Passou para o actual concelho por decreto de 07/12/1870

| Totais e grupos etários | Totais e grupos etários | Totais e grupos etários | Totais e grupos etários | Totais e grupos etários | Totais e grupos etários | Totais e grupos etários | Totais e grupos etários | Totais e grupos etários | Totais e grupos etários | Totais e grupos etários | Totais e grupos etários | Totais e grupos etários | Totais e grupos etários | Totais e grupos etários | Totais e grupos etários |
| ----------------------- | ----------------------- | ----------------------- | ----------------------- | ----------------------- | ----------------------- | ----------------------- | ----------------------- | ----------------------- | ----------------------- | ----------------------- | ----------------------- | ----------------------- | ----------------------- | ----------------------- | ----------------------- |
|                         | 1864                    | 1878                    | 1890                    | 1900                    | 1911                    | 1920                    | 1930                    | 1940                    | 1950                    | 1960                    | 1970                    | 1981                    | 1991                    | 2001                    | 2011                    |
| Total                   | 243                     | 257                     | 269                     | 286                     | 239                     | 234                     | 212                     | 259                     | 294                     | 245                     | 184                     | 139                     | 117                     | 82                      | 63                      |
| i)                      |                         |                         |                         |                         |                         |                         |                         |                         |                         |                         |                         |                         |                         | 10                      | 6                       |
| ii)                     |                         |                         |                         |                         |                         |                         |                         |                         |                         |                         |                         |                         |                         | 5                       | 4                       |
| iii)                    |                         |                         |                         |                         |                         |                         |                         |                         |                         |                         |                         |                         |                         | 34                      | 25                      |
| iv)                     |                         |                         |                         |                         |                         |                         |                         |                         |                         |                         |                         |                         |                         | 33                      | 28                      |

 i) 0 aos 14 anos; ii) 15 aos 24 anos; iii) 25 aos 64 anos; iv) 65 e mais anos

## Património
- Edificado:
  - Fonte de Mergulho no Largo da Igreja - século XVIII/ XIX;
  - Pequenos núcleos de Arquitectura Popular residencial e agrícola

- Religioso:
  - Igreja Matriz - século XVIII (Barroco);
  - Campanário - século XVIII/XIX;
  - Cruzeiro - século XVIII/XIX;

- Arqueológico e Etnográfico:
  - Sepulturas Antropomórficas cavadas na rocha junto ao Calvário - Medieval;
  - Forno Comunitário - século XIX;